# Saint-Jeannet, Alpes-Maritimes

Saint-Jeannet este o comună în departamentul Alpes-Maritimes din sud-estul Franței. În 1 ianuarie 2022 avea o populație de 4.378 de locuitori.